# Drapeau du Kenya
 (février 2024).
Si vous disposez d'ouvrages ou d'articles de référence ou si vous connaissez des sites web de qualité traitant du thème abordé ici, merci de compléter l'article en donnant les références utiles à sa vérifiabilité et en les liant à la section « Notes et références ».
Le drapeau du Kenya est le drapeau d'État souverain et de guerre et le pavillon marchand et d'État de la république du Kenya. Il a été officiellement adopté le 12 décembre 1963. Il est basé principalement sur le drapeau du KANU (Kenya African National Union), le parti qui a mené la lutte pour la liberté et l'indépendance du Kenya. C'est son leader Jomo Kenyatta, futur président, qui en est le concepteur.
Le noir représente le peuple kényan, le rouge, le sang coulé lors de la lutte pour l'indépendance du pays, et le vert pour la richesse naturelle du Kenya. Les bandes blanches ont été ajoutées à l'indépendance pour symboliser la paix. Le bouclier et les deux lances traditionnelles masaï symbolisent la défense de ces symboles et de la liberté.
Les lances peuvent aussi faire référence au père de l'indépendance kényane, Jomo Kenyatta, dont le nom signifie « javelot flamboyant du Kenya ».